# کلاس-گوران هدرستوروم
کلاس-گوران هدرستوروم (به انگلیسی: Claes-Göran Hederström) (زاده ۲۰ اکتبر ۱۹۴۵) خواننده سوئدی است.
او نماینده سوئد در یوروویژن ۱۹۶۸ بود.